# Grafton (Austràlia)
Grafton és una ciutat australiana al nord de la Nova Gal·les del Sud. Fundada el 1851, té molts edificis històrics i carrers arbrats. Està situada a uns 630 quilòmetres al nord de Sydney i a 340 km al sud de Brisbane. En el cens de 2006, Grafton tenia 17.501 persones.